# Mârghia de Sus, Argeș
Mârghia de Sus este un sat în comuna Lunca Corbului din județul Argeș, Muntenia, România.